# برهاتا
برهاتا (به لاتین: Barhatta) یک منطقهٔ مسکونی در بنگلادش است که در ناحیه نتروکونه واقع شده‌است. برهاتا ۲۲۱٫۵ کیلومتر مربع مساحت و ۱۸۰٬۴۴۹ نفر جمعیت دارد.